# Something for Everybody
Something for Everybody é um álbum de Elvis Presley, lançado em 1961.

## Faixas

### Lançamento original
| Lado um |                     |                     |         |  |
| N.º     | Título              | Data de gravação    | Duração |  |
| 1.      | "There's Always Me" | 12 de março de 1961 | 2:16    |  |
| 2.      | "Give Me the Right" | 12 de março de 1961 | 2:32    |  |
| 3.      | "It's a Sin"        | 12 de março de 1961 | 2:39    |  |
| 4.      | "Sentimental Me"    | 13 de março de 1961 | 2:31    |  |
| 5.      | "Starting Today"    | 13 de março de 1961 | 2:03    |  |
| 6.      | "Gently"            | 12 de março de 1961 | 2:15    |  |

| Lado dois |                                 |                       |         |  |
| N.º       | Título                          | Data de gravação      | Duração |  |
| 1.        | "I'm Comin' Home"               | 12 de março de 1961   | 2:20    |  |
| 2.        | "In Your Arms"                  | 12 de março de 1961   | 1:50    |  |
| 3.        | "Put the Blame On Me"           | 13 de março de 1961   | 1:57    |  |
| 4.        | "Judy"                          | 13 de março de 1961   | 2:10    |  |
| 5.        | "I Want You With Me"            | 12 de março de 1961   | 2:13    |  |
| 6.        | "I Slipped, I Stumbled, I Fell" | 8 de novembro de 1960 | 1:35    |  |

## Paradas musicais
| Críticas profissionais      | Críticas profissionais |
| Avaliações da crítica       | Avaliações da crítica  |
| Fonte                       | Avaliação              |
| --------------------------- | ---------------------- |
| AllMusic                    | [ 1 ]                  |
| MusicHound                  | [ 2 ]                  |
| Rough Guides (1999 reissue) | [ 3 ]                  |

- Estados Unidos - 1º - Billboard Pop e Cashbox Mono - 1961
- Inglaterra - 2º - NME - 1961

## Músicos
- Elvis Presley: Vocal, Violão e Guitarra
- Scotty Moore: Guitarra
- Hank Garland: Guitarra
- Tiny Timbrell: Guitarra
- Bob Moore: Baixo
- Meyer Rubin: Baixo
- D.J. Fontana: Bateria
- Buddy Harman: Bateria
- Dudley Brooks: Piano
- Floyd Cramer: Guitarra e Piano
- Boots Randolph: Saxofone
- Jimmie Haskell: Acordeon
- The Jordanaires e Millie Kirkham: Vocais